# Gaëtan Saku Bafuanga
Gaëtan Saku Bafuanga Baya (né le 22 juillet 1991 à Nanterre) est un athlète français, spécialiste du triple saut.

## Biographie
D'origine congolaise, il est licencié au Stade Sottevillais 76 et est entraîné à l'INSEP par Jean-Hervé Stievenart.
En 2008, Gaëtan Saku Bafuanga devient champion de France cadet en plein air et en salle, et améliore par ailleurs le record de France cadet en atteignant la marque de 16,14 m. Il remporte dès l'année suivante le titre national junior en plein air et en salle. 
Il dispute sa première compétition intercontinentale en 2010 à l'occasion des championnats du monde juniors de Moncton au Canada, terminant dixième de la finale. Il conserve cette même année son titre de champion de France junior du triple saut en plein air.
En 2011, il s'adjuge le titre de champion de France espoir et se classe deuxième des championnats de France élite, derrière son compatriote Karl Taillepierre. Il porte son record personnel à 16,82 m, et se classe par ailleurs septième des Universiades d'été à Shenzhen en Chine. Champion de France espoir pour la deuxième fois en 2012, et troisième des championnats de France senior, il établit la marque de 16,87 m le 15 juillet 2012 à Reims.
Lors de l'Adidas Grand Prix 2013, à New York, Gaëtan Saku Bafuanga termine troisième du concours derrière Benjamin Compaoré et Christian Taylor. Il participe plus tard dans la saison aux championnats d'Europe espoirs de Tampere en Finlande et s'adjuge la médaille d'argent avec un bond à 16,57 m, s'inclinant devant le Russe Aleksey Fedorov. Il dépasse pour la première fois de sa carrière la limite des dix-sept mètres le 24 juillet 2013 à La Roche-sur-Yon en établissant la marque de 17,07 m (+ 0,3 m/s). Sélectionné pour les championnats du monde de Moscou, il se qualifie pour la finale et se classe à la septième place avec la marque de 16,79 m dans un concours remporté par son compatriote Teddy Tamgho.
En début de saison 2014, il remporte son premier titre national senior en s'imposant lors des championnats de France en salle, à Bordeaux, avec un saut à 16,48 m.

## Palmarès

### International
| Date | Compétition                   | Lieu             | Résultat | Marque  |
| ---- | ----------------------------- | ---------------- | -------- | ------- |
| 2010 | Championnats du monde juniors | Moncton          | 10e      | 15,44 m |
| 2011 | Universiade                   | Shenzhen         | 7e       | 16,34 m |
| 2013 | Championnats d'Europe espoirs | Tampere          | 2e       | 16,57 m |
| 2013 | Championnats du monde         | Moscou           | 7e       | 16,79 m |
| 2013 | Jeux de la Francophonie       | Nice             | 2e       | 16,93 m |
| 2013 | Ligue de diamant              | Ligue de diamant | 5e       | détails |

### National
- Championnats de France d'athlétisme :
  - Plein air : 2e en 2011, 3e en 2012
  - Salle : vainqueur en 2014

## Records
| Épreuve     | Épreuve   | Performance    | Lieu             | Date            |
| ----------- | --------- | -------------- | ---------------- | --------------- |
| Triple saut | Plein air | 17,07 m (+0,3) | La Roche-sur-Yon | 24 juillet 2013 |
| Triple saut | Salle     | 16,94 m        | Metz             | 24 février 2013 |